# مارتن سميث
اللواء مارتن لين سميث (بالإنجليزية: Martin Linn Smith) (ولد في 30 يوليو 1962) ضابط كبير في قوات المارينز الملكية والذي كان قائدا للقوات البحرية الملكية. كان سابقا قائد لواء الكوماندوز 3 وقبل ذلك القائد المسؤول عن مجموعة الكوماندوز لاستثمار المعلومات 30 ونائب قائد لواء الكوماندوز 3.

## النشأة
ولد سميث في عام 1962. درس علم الحيوان في جامعة برستل.

## المسيرة العسكرية

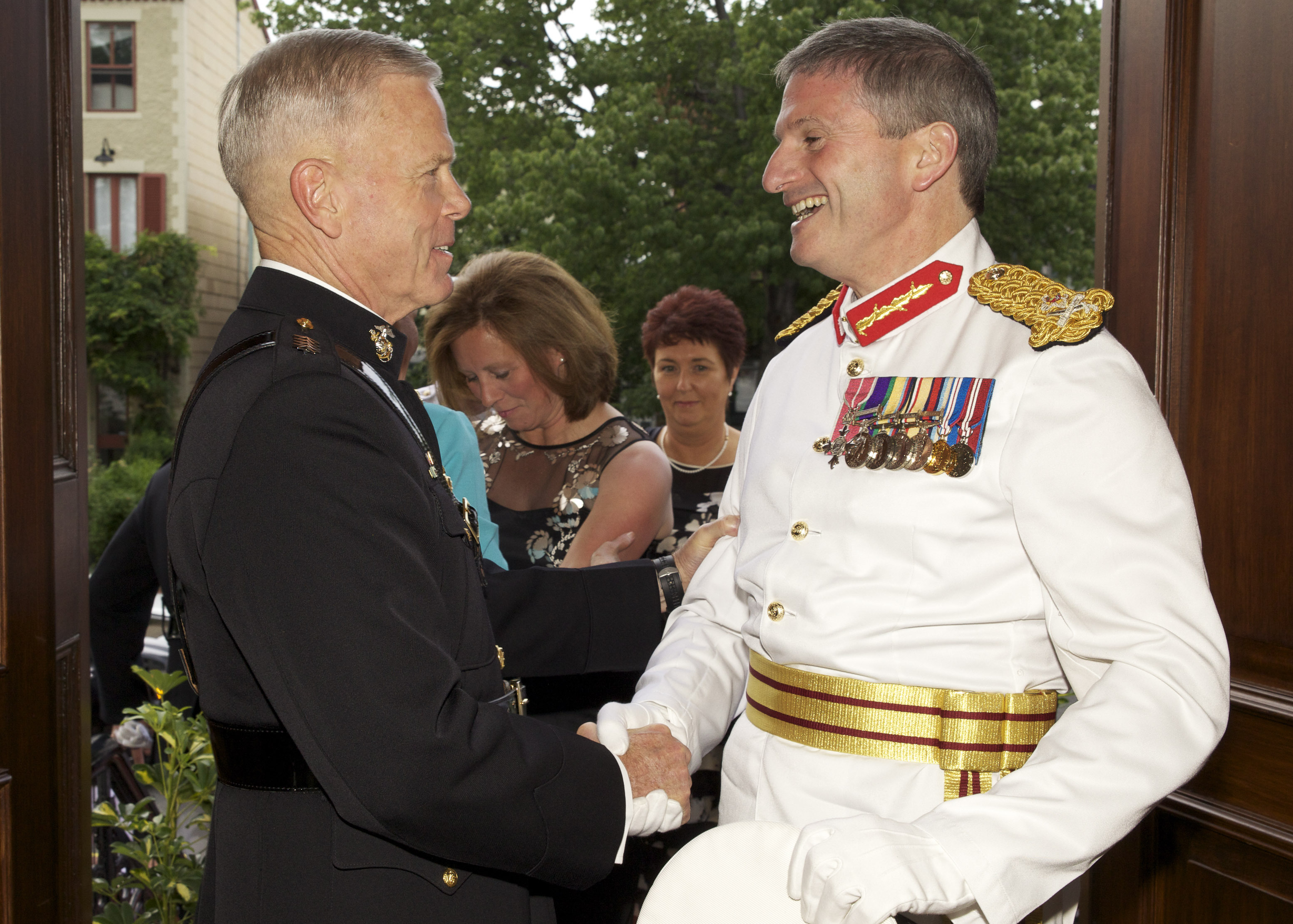
اجتماع سميث مع جيمس ف. أموس قائد قوات مشاة بحرية الولايات المتحدة في عام 2014.

عين سميث في القوات البحرية الملكية في مايو 1984. خلال عمله في وقت مبكر عمل كقائد للقوات ووحدة تحكم جوية إلى الأمام وقائد لقذائف الهاون وضابط القوات الخاصة في خدمة القوارب الخاصة. أكمل المشاركات إلى أيرلندا الشمالية خلال الاضطرابات والنرويج. تخصص في الاستطلاع ونشر كجزء من حرب الخليج الثانية في عام 1991.
في عام 1995 حضر دورة البحرية الملكية للموظفين واستكمل درجة الماجستير في الآداب في الدراسات الدفاعية. في الفترة من عام 1996 إلى عام 1997 عمل كضابط موظفين متخصص في العمليات. ثم انضم إلى القوات البحرية الملكية في المقر حيث شغل منصب موظف شؤون الموظفين لرئيس الأركان. في عيد ميلاد الملكة عام 1998 تم تعيينه عضوا في أمر الإمبراطورية البريطانية. في الفترة من عام 2000 إلى عام 2001 عمل في المقر الدائم المشترك في شعبة العمليات التابعة له.
عقب أحداث 11 سبتمبر 2001 تم نقله إلى الولايات المتحدة كجزء من الفريق الاستشاري الأول في المملكة المتحدة والمرتبط بالقيادة المركزية الأمريكية. في نوفمبر 2001 تم تعيينه الثاني في قيادة لواء المغاوير 45. معهم نشر إلى أفغانستان وشارك في عملية جاكانا في عام 2002. مع بداية حرب العراق تم نشره في المقر المتعدد الجنسيات كنائب رئيس العمليات.
عين سميث قائدا لمجموعة المغاوير لاستغلال المعلومات 30. في أغسطس 2006 انضم إلى عمليات فليت كرئيس للخطط. في يوليو 2008 تم تعيينه نائب قائد لواء المغاوير 3. تم نشره في أفغانستان حيث شغل منصب قائد مجموعة باتل جروب سينتر جنوب خلال عملية أوب هيريك 9. في عام 2011 تم تعيينه قائد لواء المغاوير. في يونيو 2013 غادر للدراسة في الكلية الملكية للدراسات الدفاعية.
سميث تمت ترقيته إلى لواء وعين القائد العام للقوات المسلحة الملكية في 13 يونيو 2014 خلفا للواء إد ديفيس. تولى سميث منصب نائب مستشار وزارة الداخلية في يونيو 2016.
سميث تم تعيينه رفيق آمر الطريق في عام 2017 ضمن تكريمات السنة الجديدة.

## التكريمات
|  | رفيق آمر الطريق                                | 2017                    |
|  | عضو آمر الإمبراطورية البريطانية                | 1998                    |
|  | وسام فئة الخدمات العامة                        | مع قفل أيرلندا الشمالية |
|  | وسام الخليج                                    | [ 7 ]                   |
|  | ميدالية العراق                                 | [ 7 ]                   |
|  | وسام الخدمة التنفيذية لأفغانستان               | [ 7 ]                   |
|  | ميدالية اليوبيل الذهبي للملكة إليزابيث الثانية | 2002                    |
|  | ميدالية اليوبيل الماسي للملكة إليزابيث الثانية | 2012                    |